# Agelaia angulicollis
Agelaia angulicollis är en getingart som först beskrevs av Spinosa 1851.  Agelaia angulicollis ingår i släktet Agelaia och familjen getingar. Inga underarter finns listade i Catalogue of Life.